# Liste der Biografien/Al
Liste der Biografien |
Portal Biografien |
Personensuche
# |
A |
B |
C |
D |
E |
F |
G |
H |
I |
J |
K |
L |
M |
N |
O |
P |
Q |
R |
S |
T |
U |
V |
W |
X |
Y |
Z |
?
 
Aa |
Ab |
Ac |
Ad |
Ae |
Af |
Ag |
Ah |
Ai |
Aj |
Ak |
Al |
Am |
An |
Ao |
Ap |
Aq |
Ar |
As |
At |
Au |
Av |
Aw |
Ax |
Ay |
Az
 
Ala |
Alb |
Alc |
Ald |
Ale |
Alf |
Alg |
Alh |
Ali |
Alj |
Alk |
All |
Alm |
Aln |
Alo |
Alp |
Alq |
Alr |
Als |
Alt |
Alu |
Alv |
Alw |
Alx |
Aly |
Alz
Die Liste der Biografien führt alle Personen auf, die in der deutschsprachigen Wikipedia einen Artikel haben. Dieses ist eine Teilliste mit 316 Einträgen von Personen, deren Namen mit den Buchstaben „Al“ beginnt.

## Al

### Al A
- Al Aifuri, Mohammed (* 1981), irakischer Gewichtheber
- Al Allaf, Kareem (* 1998), syrisch-US-amerikanischer Tennisspieler
- Al Amoudi, Mohammed Hussein (* 1946), saudisch-äthiopischer Geschäftsmann und Milliardär
- Al Attar, Mohammad (* 1980), syrischer Dramatiker

### Al B
- Al Badawi, Jamal Ahmad Mohammad († 2019), jemenitischer Terrorist
- Al Bakri, Judith (* 1969), deutsche Film- und Theaterschauspielerin
- Al Baloushi, Mahmoud-Nader (* 1980), emiratischer Tennisspieler
- Al Bano (* 1943), italienischer SängerAl Bano (* 1943)

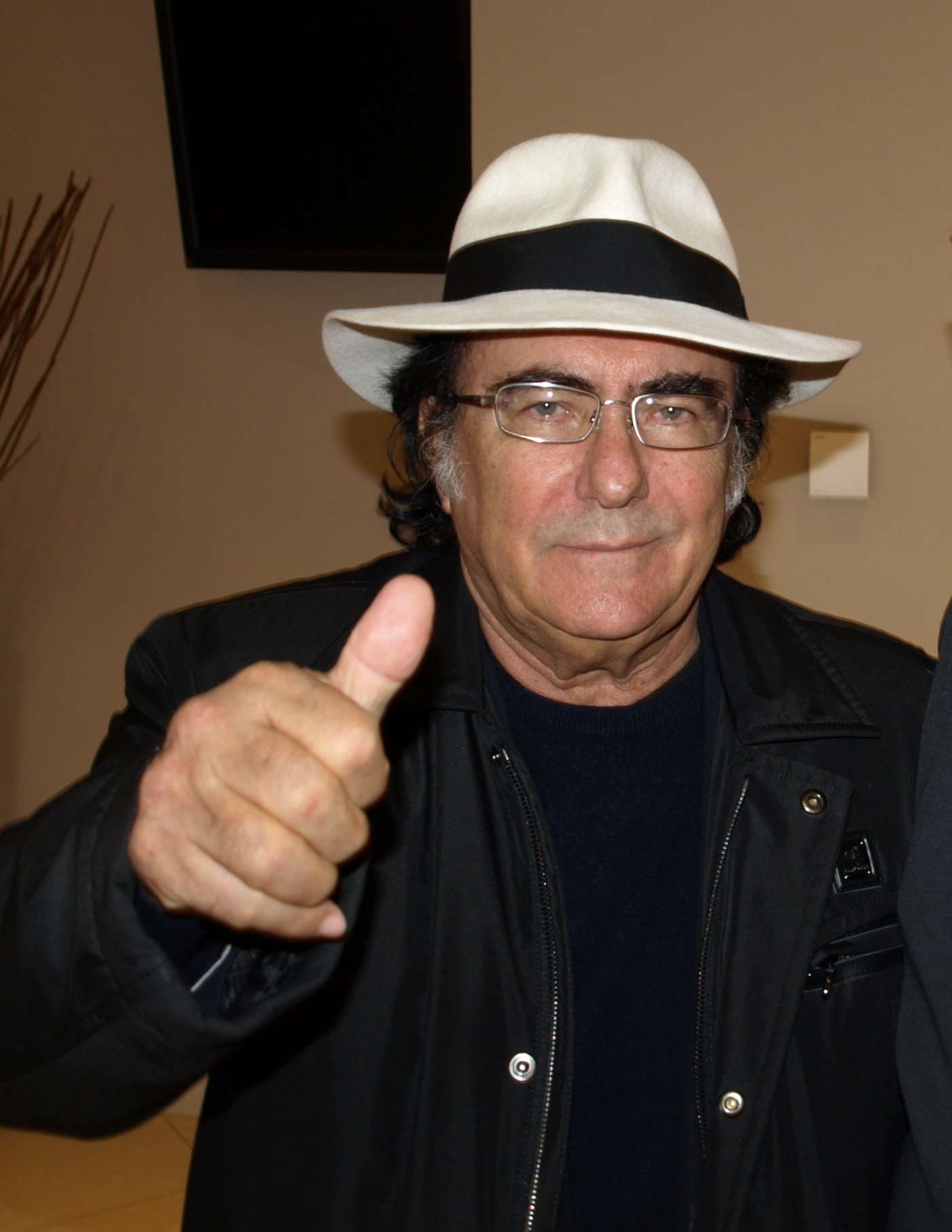
Al Bano (* 1943)

### Al C
- Al Chalifa, Chalid bin Ahmad (* 1960), bahrainischer Politiker
- Al Chalifa, Chalid bin Muhammad bin Salman, Neffe von Isa bin Salman Al Chalifa, des ehemaligen Emirs von Bahrain
- Al Chalifa, Chalifa bin Salman (1935–2020), bahrainischer Politiker, Premierminister von Bahrain
- Al Chalifa, Faisal bin Hamad bin Isa (1991–2006), sechster und zweitjüngster Sohn von Scheich Hamad bin Isa Al Chalifa
- Al Chalifa, Hamad bin Isa (* 1950), bahrainischer König
- Al Chalifa, Haya Raschid (* 1952), bahrainische Diplomatin und Juristin
- Al Chalifa, Isa bin Salman (1933–1999), bahrainischer Emir
- Al Chalifa, Nasser bin Hamad (* 1987), bahrainischer Politiker und Sohn des bahrainischen Königs Hamad bin Isa
- Al Chalifa, Salman bin Hamad bin Isa (* 1969), bahrainischer Scheich, Kronprinz von BahrainSalman bin Hamad bin Isa Al Chalifa (* 1969)

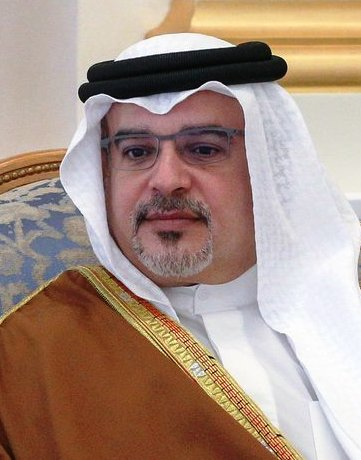
Salman bin Hamad bin Isa Al Chalifa (* 1969)

- Al Chalifa, Salman bin Ibrahim (* 1965), bahrainischer Fußballfunktionär

### Al F
- Al Faisal, Abdulaziz (* 1983), saudi-arabischer Autorennfahrer und Geschäftsmann
- Al Fakir, Salem (* 1981), schwedischer Musiker und Sänger
- Al Fardan, Hamad (* 1987), bahrainischer Autorennfahrer
- Al Fardan, Hassan (* 1999), Skirennläufer aus den Vereinigten Arabischen Emiraten

### Al G
- Al Ghaddioui, Hamadi (* 1990), marokkanisch-deutscher Fußballspieler
- Al Ghurair, Abdul Aziz (* 1954), arabischer Bankier und Unternehmer

### Al H
- Al Harthy, Ahmad (* 1981), osmanischer Autorennfahrer
- Al Hasan, Shakib (* 1987), bangladeschischer Cricketspieler und Mannschaftskapitän der bangladeschischen Nationalmannschaft
- Al Hizam, Hussain (* 1998), saudischer Stabhochsprung
- Al Hussaini, Bader (* 1984), kuwaitischer Squashspieler
- Al Hussein, Ibrahim (* 1988), syrischer Schwimmer
- Al Husseini, Hussam (* 1965), jordanischer Diplomat

### Al J
- Al Janahi, Fares (* 1999), emiratischer Tennisspieler

### Al K
- Al Kuri, Sinan (* 1979), deutscher Schauspieler

### Al L
- Al Levi, Nur (* 1979), spanische Schauspielerin

### Al M
- Al Maktum, Ahmad ibn Said (* 1958), emiratischer Unternehmer; Vorsitzender von Emirates Airlines
- Al Maktum, Hamdan bin Raschid (* 1945), Finanzminister der Vereinigten Arabischen Emirate
- Al Maktum, Latifa bint Muhammad (* 1985), Mitglied des Herrscherhauses von Dubai
- Al Maktum, Madschid bin Muhammad bin Raschid (* 1987), Distanzreiter der Vereinigten Arabischen Emirate, Vorstand der Dubai Culture & Arts Authority
- Al Maktum, Maktum bin Raschid (1943–2006), arabischer Adeliger, Emir von Dubai, Vizepräsident der Vereinigten Arabischen Emirate
- Al Maktum, Muhammad bin Raschid (* 1949), arabischer Politiker, Emir von Dubai, Premierminister, Vizepräsident und Verteidigungsminister der Vereinigten Arabischen EmirateMuhammad bin Raschid Al Maktum (* 1949)

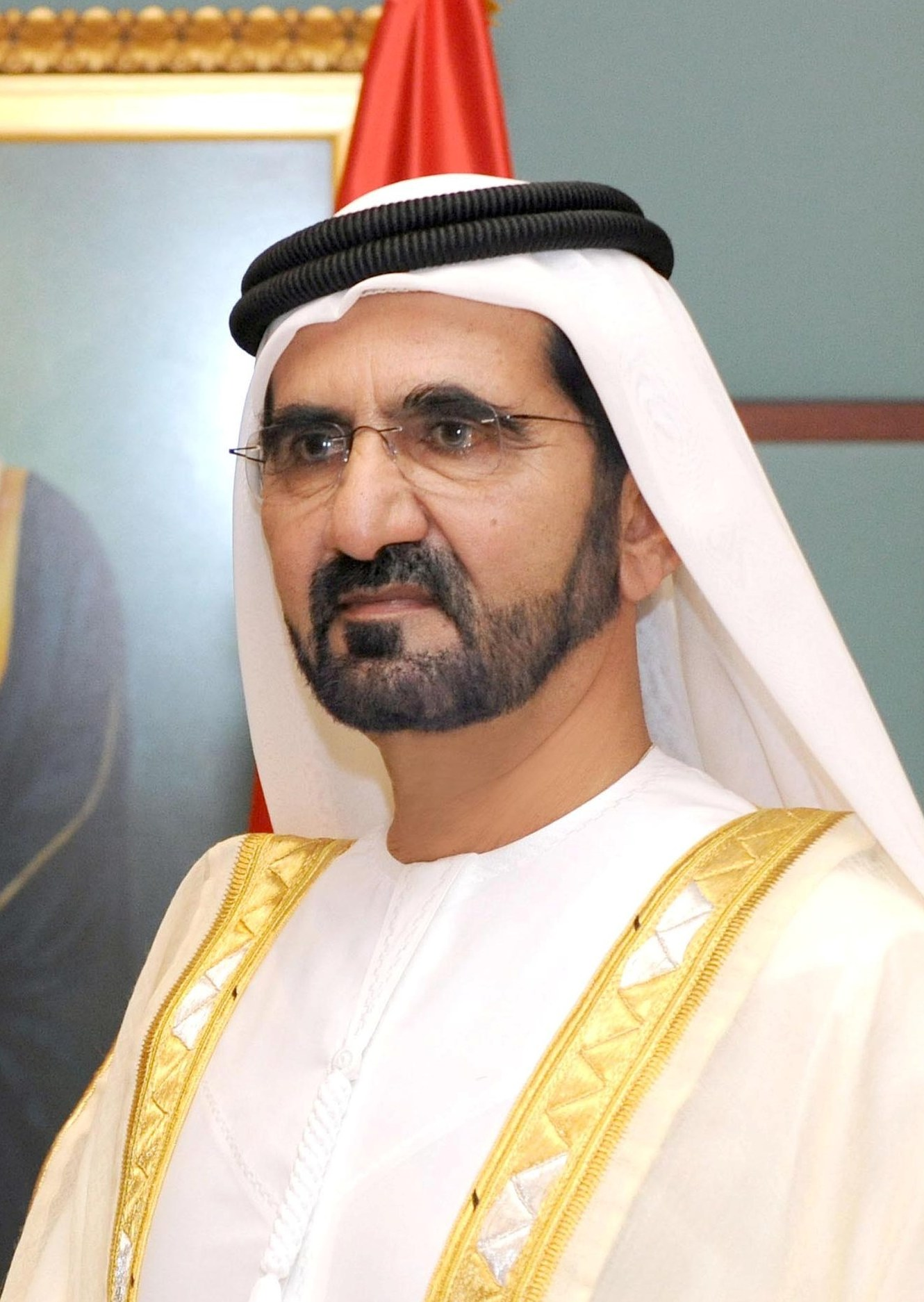
Muhammad bin Raschid Al Maktum (* 1949)

- Al Maktum, Raschid bin Said (1912–1990), Herrscher des Emirates Dubai
- Al Mansour, Haifaa (* 1974), saudi-arabische Regisseurin, Drehbuchautorin und Filmemacherin
- Al Mansouri, Sultan bin Salmeen (* 1960), katarischer Diplomat
- Al Mekko, Thabet Habib Yousif (1976–2025), irakischer chaldäisch-katholischer Geistlicher, Bischof von Alqosch
- Al Mohtasib, Hassan, deutscher Kommunikationsdesigner
- Al Musharrakh, Ibrahim Salim Mohamed (* 1961), Diplomat aus den Vereinigten Arabischen Emiraten
- Al Muzayen, Abdullah (* 1988), kuwaitischer Squashspieler

### Al Q
- Al Qadiri, Fatima (* 1981), kuwaitische Musikerin und Konzeptkünstlerin
- Al Qubaisi, Khaled (* 1975), emiratischer Automobilrennfahrer

### Al R
- Al Rifai, Nina Mohamed Basam (* 1985), syrische Special Olympics Schwimmerin
- Al Rumaihi, Ali (* 1981), katarischer Springreiter
- Al Rumaihi, Mubarak (* 1984), katarischer Springreiter

### Al S
- al Saadi, Kais (* 1976), deutscher Hockeytrainer
- Al Sajani, Abdullatif bin Raschid (* 1954), bahrainischer Politiker, Außenminister von Bahrain
- Al Sarraj, Mohammad (* 1998), jordanischer Squashspieler
- Al Saud, Abdulaziz bin Majid bin Abdulaziz (* 1960), saudi-arabischer Prinz und Politiker
- Al Saud, Fahd bin Sultan (* 1950), saudi-arabischer Prinz und Politiker
- Al Saud, Reema bint Bandar (* 1975), saudi-arabische Botschafterin in den Vereinigten Staaten
- Al Saud, Salman bin Sultan bin Abdulaziz (* 1976), saudi-arabischer Prinz und Politiker
- Al Saud, Sultan bin Salman bin Abdulaziz (* 1956), saudi-arabischer Pilot und RaumfahrerSultan bin Salman Al Saud (* 1956)

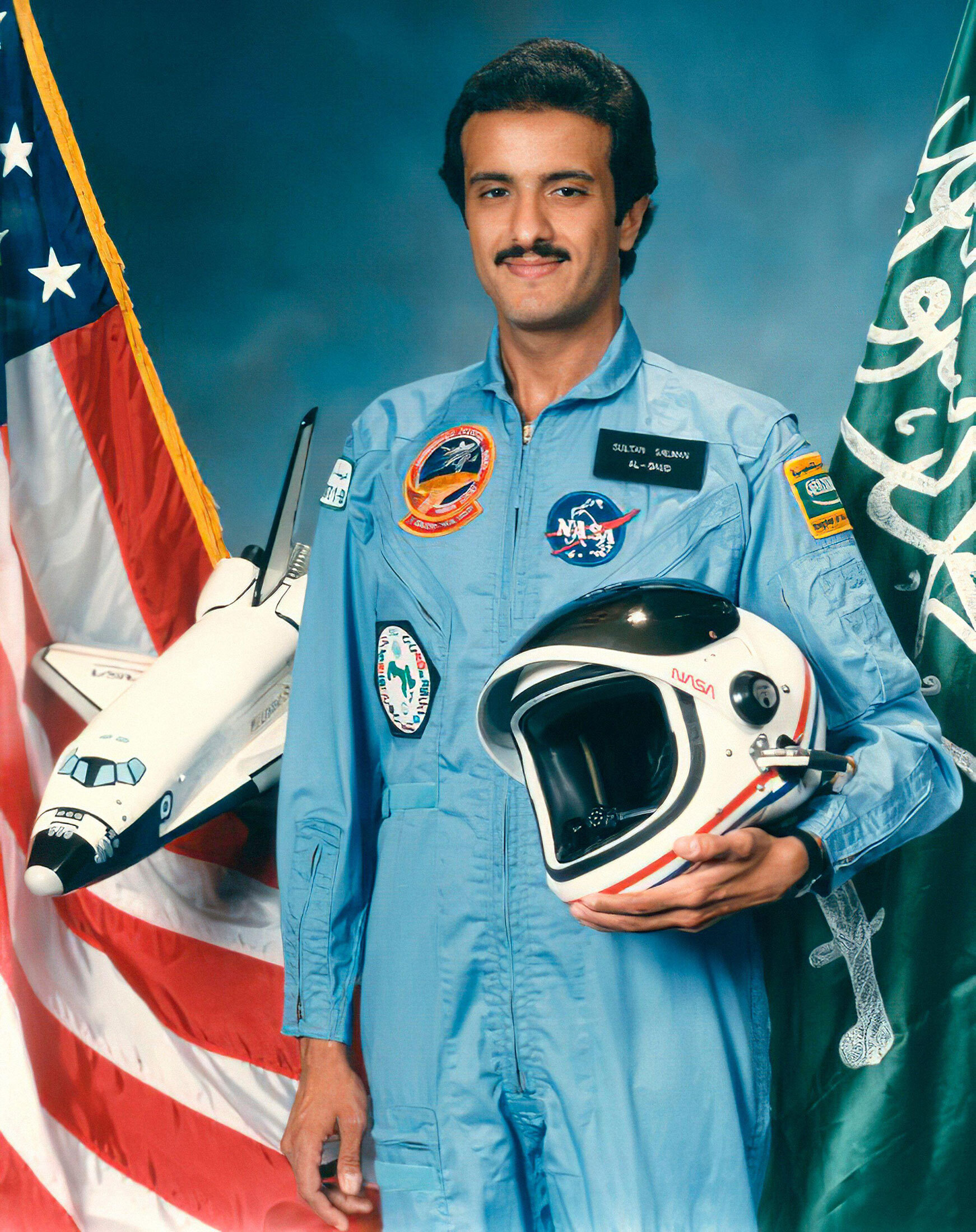
Sultan bin Salman Al Saud (* 1956)

- Al Shabi, Felix Dawood (* 1975), irakischer Geistlicher, chaldäisch-katholischer Bischof von Zaku
- Al Siyam, Al-Mamun (* 1993), bangladeschischer Filmschauspieler und Model
- Al Snow (* 1963), US-amerikanischer Wrestler
- Al Solh, Mounira (* 1978), libanesische Video- und Installationskünstlerin und Zeichnerin

### Al T
- Al Tamimi, Abdulla Mohd (* 1994), katarischer Squashspieler
- Al Thani, Abdullah bin Chalifa (* 1959), katarischer Politiker
- Al Thani, Al-Mayasa bint Hamad bin Khalifa (* 1983), katarische Vorsitzende der Museumsbehörde des Emirates Katar
- Al Thani, Ali bin Chalid (* 1982), katarischer Springreiter
- Al Thani, Alia bint Ahmed (* 1974), katarische Diplomatin
- Al Thani, Chalid bin Chalifa bin Abdulasis (* 1968), katarischer Politiker
- Al Thani, Hamad bin Chalifa (* 1952), katarischer Emir
- Al Thani, Khalid Ali (* 1980), Straßenradrennfahrer aus den Vereinigten Arabischen Emiraten
- Al Thani, Mohammed bin Abdulrahman (* 1980), katarischer Politiker und Außenminister
- Al Thani, Tamim bin Hamad (* 1980), katarisches StaatsoberhauptTamim bin Hamad Al Thani (* 1980)

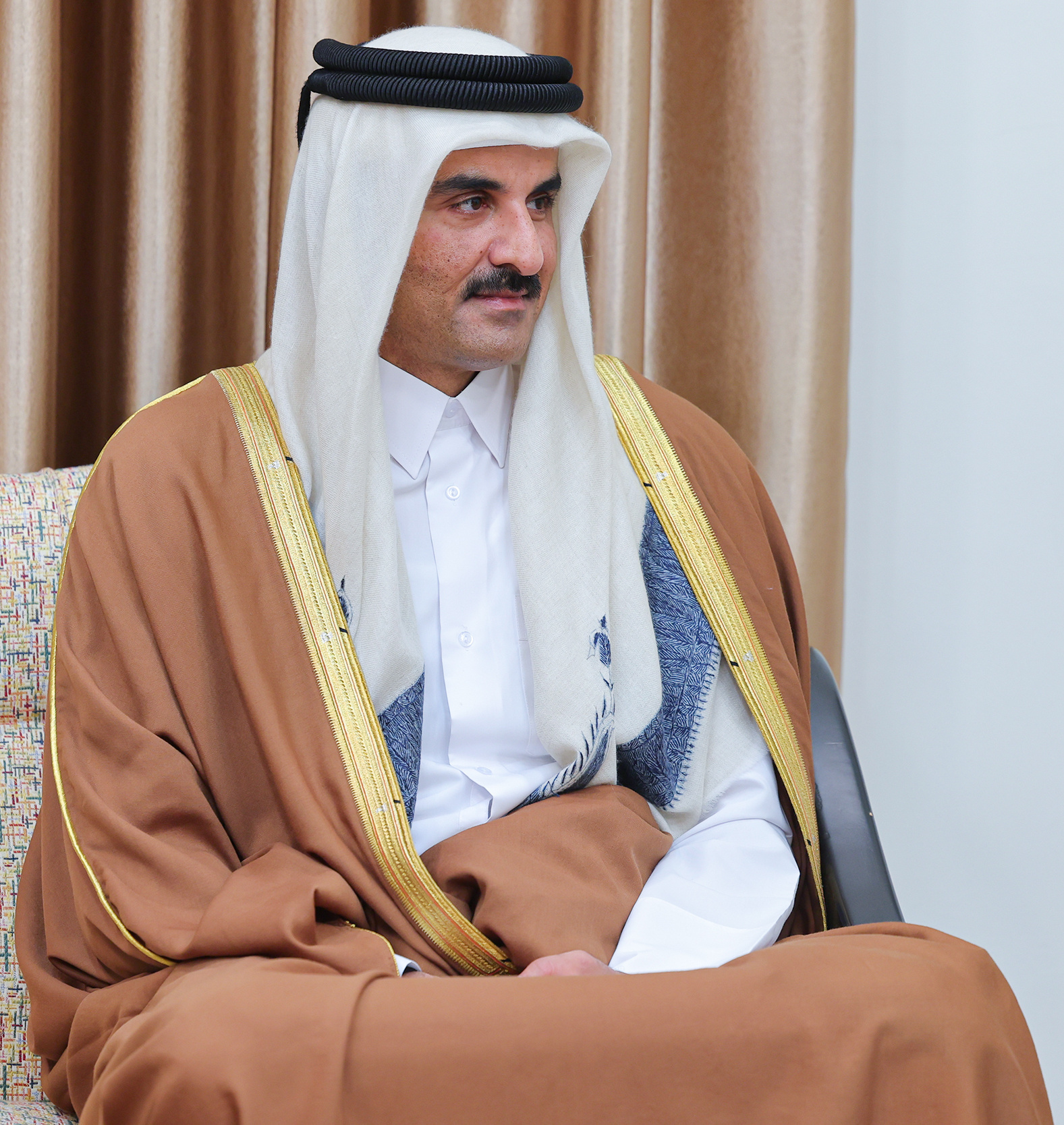
Tamim bin Hamad Al Thani (* 1980)

### Al,
- Al, Celal (* 1984), türkischer Schauspieler
- Al, Cengiz (* 1997), norwegischer Schauspieler
- Al, Ekrem (* 1955), türkischer Fußballtrainer
- Al, Hasan (* 1972), dänischer Boxer
- Al, Mehmet (* 1983), türkischer Fußballspieler
- Al, Thijs (* 1980), niederländischer Radrennfahrer

### Al-

#### Al-A
- Al-Aatar, Ayman (* 1982), arabischer Sänger
- al-Abakry, Mohammed (* 1980), saudi-arabischer Fußballschiedsrichterassistent
- al-Abdulmohsen, Taleb (* 1974), saudischer Emigrant, mutmaßlicher Täter des Anschlags auf den Magdeburger Weihnachtsmarkt am 20. Dezember 2024
- al-Afghani, Dschamal ad-Din (1838–1897), islamischer ReformerDschamal ad-Din al-Afghani (1838–1897)

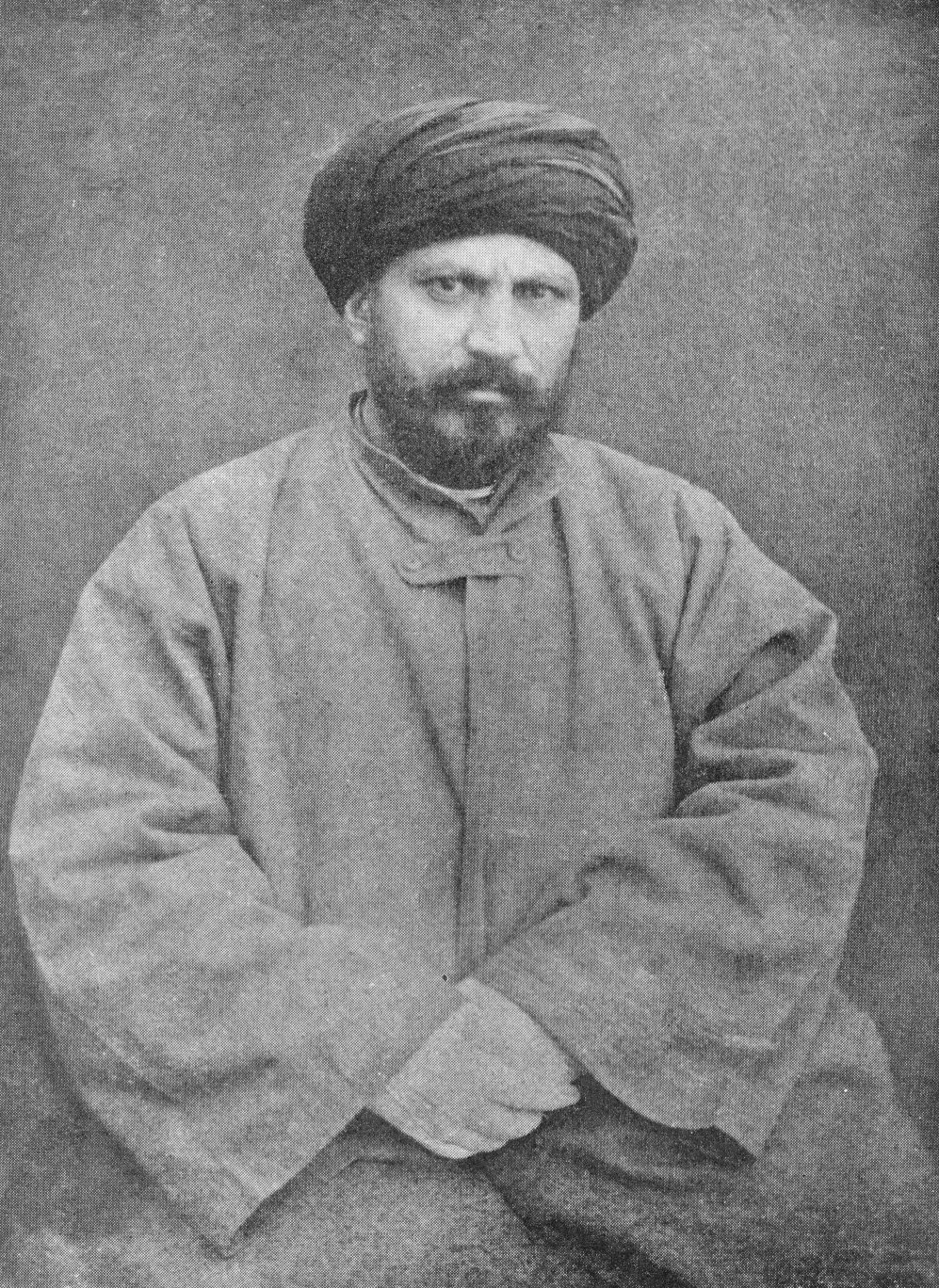
Dschamal ad-Din al-Afghani (1838–1897)

- Al-Ahdal, Nada (* 2003), jemenitische Frauen- und Menschenrechtsaktivistin
- al-Ahmar, Abdullah (* 1936), syrischer Politiker und Mitglied der Baath-Partei
- Al-Akel, Ghadah (* 1965), deutsche Schauspielerin und Synchronsprecherin
- al-Alami, Mohammed Benlarbi (1914–2010), marokkanischer Diplomat
- Al-Ali, Ahmed (* 1987), jordanischer Fußballschiedsrichter
- al-Ali, Musaab Nazzal (* 1985), syrisch-deutscher Arzt und Minister für Gesundheit
- al-Almani, Abu Umar († 2017), deutschstämmiger Terrorist und Fanatiker der Terrororganisation Islamischer Staat
- al-Amidi, Zain ad-Din († 1312), arabischer Gelehrter und Hochschullehrer, Erfinder einer Blindenschrift
- al-Amir (1096–1130), zehnter Kalif der Fatimiden
- Al-Ani, Ayad (* 1964), deutsch-irakischer Wirtschaftswissenschaftler, Politologe, Manager und Experte für Change Management, Organisationstheorie und Digitalisierung
- al-Aschraf Kudschuk (1334–1345), Sultan
- al-Aschraf Musa († 1237), Ayyubide, Sultan von Syrien
- al-Aschraf Musa, Ayyubide, Emir von Homs
- al-Asil, Naji († 1963), irakischer Arzt, Politiker und Archäologe
- al-Asiri, Ahmad bin Hassan, saudischer General
- al-Aslamiya, Rufaida, erste muslimische Krankenschwester und Chirurgin
- Al-Assaf, Ibrahim Abdulaziz (* 1949), saudi-arabischer Politiker
- al-Atassi, Louai (1926–2003), syrischer General und Politiker
- al-Atassi, Nureddin (1929–1992), syrischer Staatsmann
- Al-Attar, Layla (1944–1993), irakische Malerin
- Al-Attar, Suad (* 1942), irakische Malerin
- Al-Attiyah, Nasser (* 1970), katarischer Sportschütze und RallyefahrerNasser Al-Attiyah (* 1970)

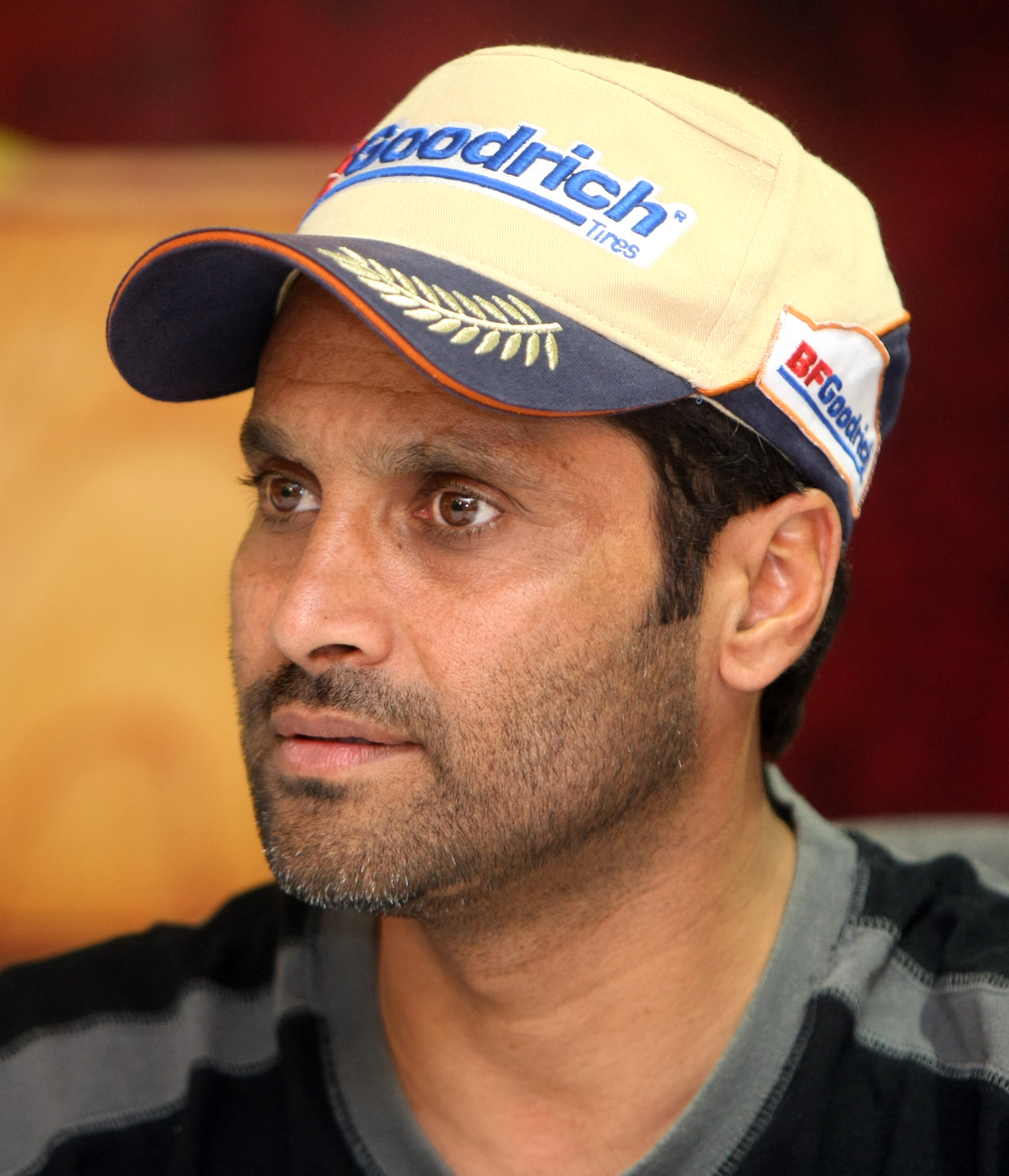
Nasser Al-Attiyah (* 1970)

- al-Awwad, Mohammed († 2012), syrischer Brigadegeneral
- al-Aziz (1171–1198), zweiter Sultan der Ayyubiden in Ägypten (1193–1198)
- al-Aziz Yusuf (* 1424), Sultan der Mamluken in Ägypten

#### Al-B
- al-Badawi, as-Sayyid (* 1950), ägyptischer Geschäftsmann und Politiker
- Al-Bader, Najeeb (* 1968), kuwaitischer Diplomat
- al-Baihaqī (994–1066), sunnitischer Gelehrter
- al-Barkawi, Amer (* 1997), jordanisch-polnischer E-Sportler
- Al-Batran, Salah-Eddin (* 1970), deutsch-palästinensischer OnkologeSalah-Eddin Al-Batran (* 1970)

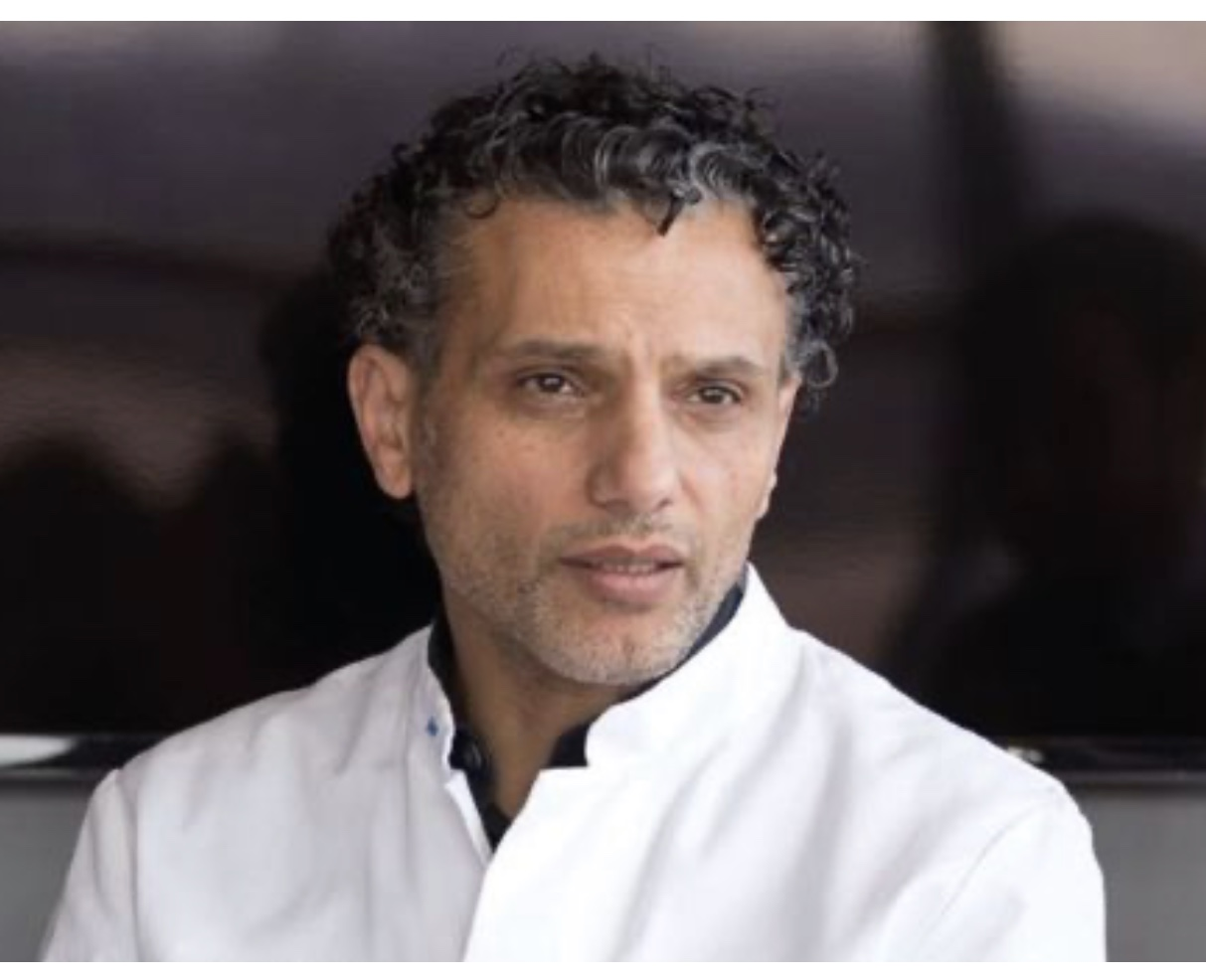
Salah-Eddin Al-Batran (* 1970)

- al-Buhturi († 897), arabischer Dichter
- al-Bulani, Jawad (* 1960), irakischer Politiker und Innenminister
- al-Bunni, Anwar (* 1959), syrischer Rechtsanwalt und Menschenrechtsaktivist
- al-Buraiki, Saleh (* 1977), kuwaitischer Fußballspieler
- al-Bursh, Adnan (1974–2024), palästinensischer Orthopäde
- al-Bustani, Butrus (1819–1883), arabisch-christlicher Schriftsteller, Dozent, Herausgeber und Philologe

#### Al-C
- al-Chamissi, Chaled (* 1962), ägyptischer Schriftsteller und Journalist
- al-Churi, Faris (1877–1962), syrisch-christlicher Staatsmann, Minister, Ministerpräsident und Parlamentssprecher

#### Al-D
- Al-Dabbass, Dhia Hadi Mahmoud (* 1953), irakischer Diplomat
- Al-Dabe, Basilios Fawzy (* 1956), ägyptischer Geistlicher und koptisch-katholischer Bischof von Minya
- al-Dahdouh, Wael (* 1970), palästinensischer Journalist
- Al-Dailami, Ali (* 1981), deutsch-jemenitischer Politiker (BSW, Die Linke), MdB
- al-Dalhami, Hamoud Abdallah (* 1971), omanischer Sprinter
- al-Dalou, Shaban (2004–2024), palästinensisches Kriegsopfer
- Al-Dawoodi, Sultan Mubarak (* 1985), saudischer Leichtathlet
- Al-Deen, Laith (* 1972), deutscher Popsänger und MusikproduzentLaith Al-Deen (* 1972)

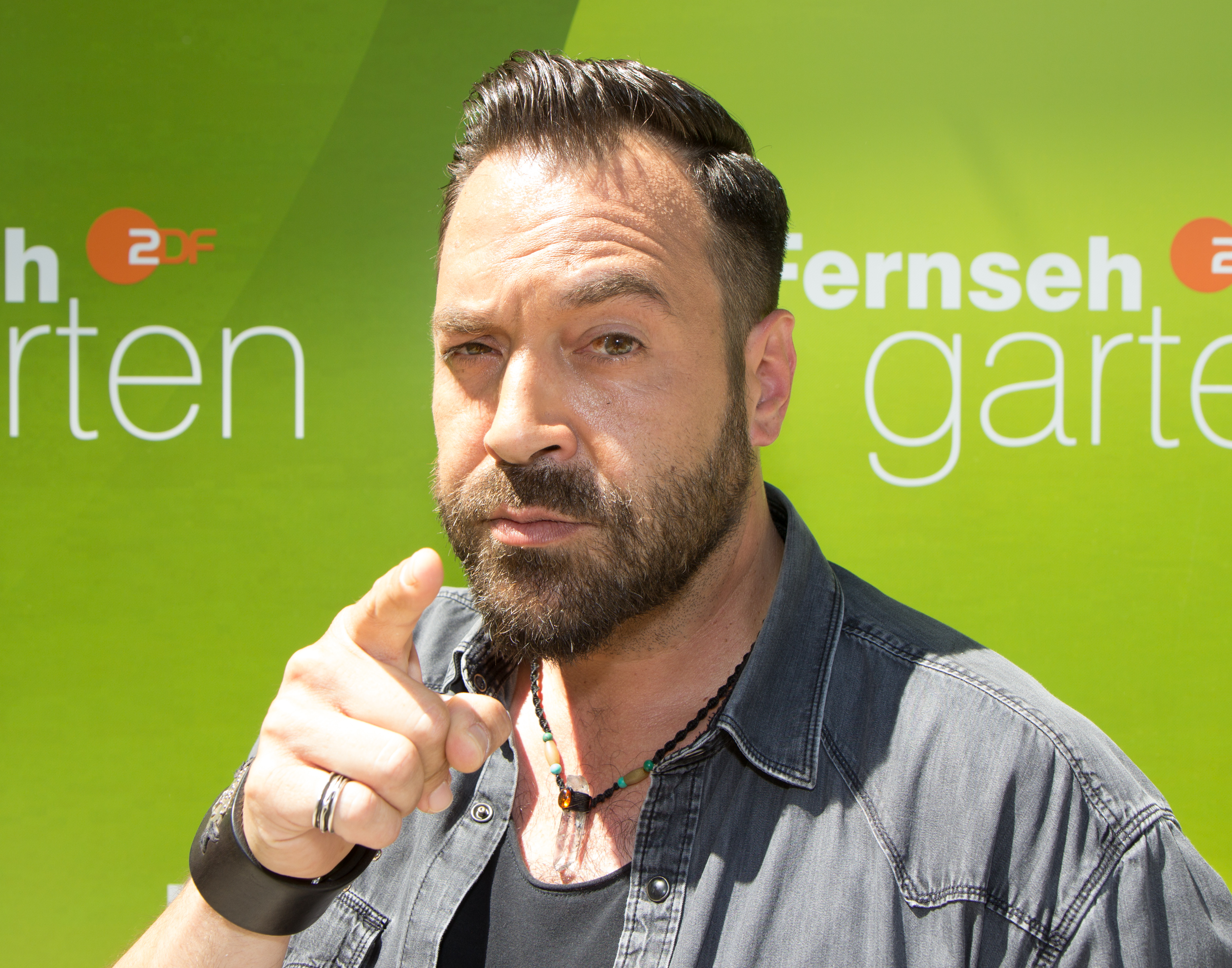
Laith Al-Deen (* 1972)

- Al-Deen, Tala (* 1989), deutsche Schauspielerin
- Al-Dehaimi, Mohamed (* 1965), katarischer Diplomat
- al-Dosari, Ghanem (* 1980), saudi-arabischer Menschenrechtsaktivist und Satiriker
- al-Dschaburi, Salim (* 1971), irakischer Politiker
- al-Dschafari, Baschar (* 1956), syrischer Diplomat
- al-Dschāhiz († 869), arabischer Literat
- al-Dscharari, Abbas (1937–2024), marokkanischer Intellektueller; Berater des Königs von Marokko
- al-Dschazarī, arabisch-türkischer Autor, Erfinder und Kybernetiker des Mittelalters
- al-Dschildaki († 1342), persischer Alchemist
- al-Durrah, Muhammad (1988–2000), Opfer im Gazastreifen

#### Al-E
- Āl-e Ahmad, Dschalāl (1923–1969), iranischer Schriftsteller, Übersetzer
- Al-Emara, Mohammed (* 1992), finnischer Fußballschiedsrichter saudischer Herkunft

#### Al-F
- al-Fa’iz (1149–1160), dreizehnter Kalif der Fatimiden (1154–1160)
- Al-Falah, Adel Abdullah (* 1953), stellvertretender Minister für Awqaf und Islamische Angelegenheiten; Präsident des International Center of Islamic Moderatism “Al-Wasatiyyah” (International Moderation Centre)
- al-Fārābī († 950), muslimischer Gelehrter und Philosoph
- al-Farazdaq († 728), arabischer Dichter
- al-Fassi, Abbas (* 1940), marokkanischer Politiker
- Al-Fayed, Mohamed (1929–2023), ägyptischer Unternehmer und MilliardärMohamed Al-Fayed (1929–2023)

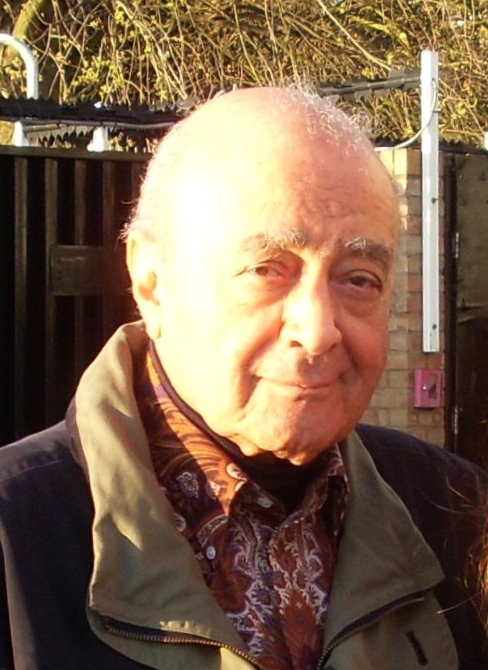
Mohamed Al-Fayed (1929–2023)

- al-Fayyūmī, Natanaʾel, Rabbiner und jüdischer Philosoph aus dem Jemen
- Al-Fihrīya, Fātima, tunesisch-marokkanische Stifterin

#### Al-G
- al-Gaddafi, Mohammed (* 1970), ältester Sohn des ehemaligen libyschen Machthabers Muammar al-Gaddafi
- Al-Gazali, Lihadh, irakische Pädiaterin und Genetikerin
- Al-Gear (* 1984), deutscher Rapper
- al-Ghamdi, Umar (* 1979), saudi-arabischer Fußballspieler
- al-Ghannouchi, Rached (* 1941), tunesischer Oppositioneller und Führer der verbotenen islamischen Nahda-Bewegung
- al-Gharib, Azzam (* 1985), syrischer Politiker und ehemaliger Kommandeur
- al-Ghazāl, maurischer Poet und Diplomat
- Al-Ghoul, Renata (* 1952), deutsche Wirtschaftsjuristin und Künstlerin
- Al-Ghoul, Youssef Mohammed (1936–1997), libyscher Fußballschiedsrichter
- Al-Ghuri (1441–1516), Sultan der Mamluken in Ägypten (1501–1516)

#### Al-H
- al-Habib, Yasser (* 1979), schiitischer Geistlicher
- al-Habsi, Ali (* 1981), omanischer Fußballtorhüter
- al-Hādī († 786), vierter Kalif der Abbasiden
- Al-Hadid, Diana (* 1981), syrisch-amerikanische Künstlerin
- Al-Haiki, Sabri (* 1961), jemenitischer Autor, Maler und Künstler
- al-Haj Saleh, Yassin (* 1961), syrischer Schriftsteller und DissidentYassin al-Haj Saleh (* 1961)

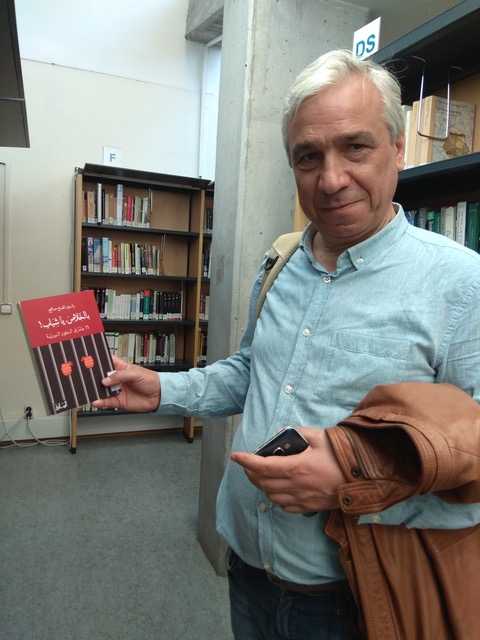
Yassin al-Haj Saleh (* 1961)

- Al-Haji, Abdulla (* 1990), katarischer Tennisspieler
- al-Hajj Hassan, Abbas (* 1975), libanesischer Politiker
- al-Hakam I. (770–822), Emir von Córdoba (796–822)
- al-Hakim al-Munaddschim († 1103), Oberhaupt der Ismailiten in Syrien
- al-Hakim, Mohammed (* 1985), schwedischer Fußballschiedsrichter
- Al-Halak, Muhanad (* 1989), deutscher Politiker (FDP), MdBMuhanad Al-Halak (* 1989)

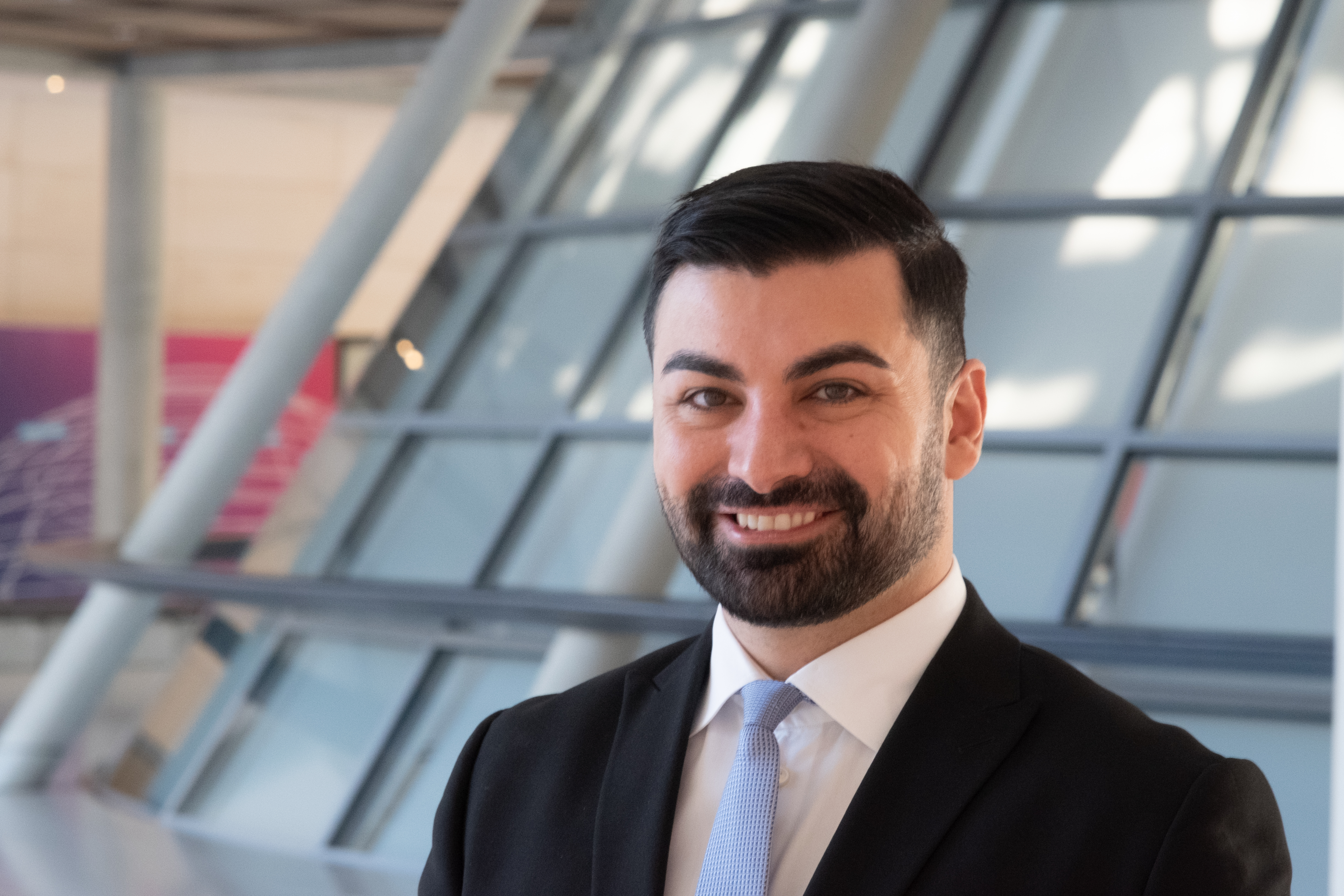
Muhanad Al-Halak (* 1989)

- al-Hallaj, Mustafa (1938–2002), arabischer bildender Künstler
- al-Hamdi, Ibrahim (1943–1977), jemenitischer Politiker, Präsident (1974–1977)
- al-Harari, Abdullah (1910–2008), äthiopischer Hadit-Rechtsgelehrter, Imam und Mufti der äthiopischen Stadt Harar
- al-Hariri (1054–1122), arabischer Dichter und Grammatiker
- al-Harthi, Jokha (* 1978), omanische Autorin und Hochschullehrerin
- al-Hasanī, ʿAbd al-ʿAlī (1893–1961), indischer islamischer Gelehrter
- al-Hasanī, ʿAbd al-Hayy (1869–1923), indischer islamischer Gelehrter
- Al-Hazaimeh, Jeron (* 1992), deutscher Fußballspieler
- al-Houti, Mohamed (* 1972), omanischer Sprinter
- al-Hudaibi, Hasan (1891–1973), ägyptischer Richter und Generallenker der ägyptischen Muslimbrüder
- al-Husain ibn ʿAlī (626–680), dritter Imam der SchiitenAl-Husain ibn ʿAlī (626–680)

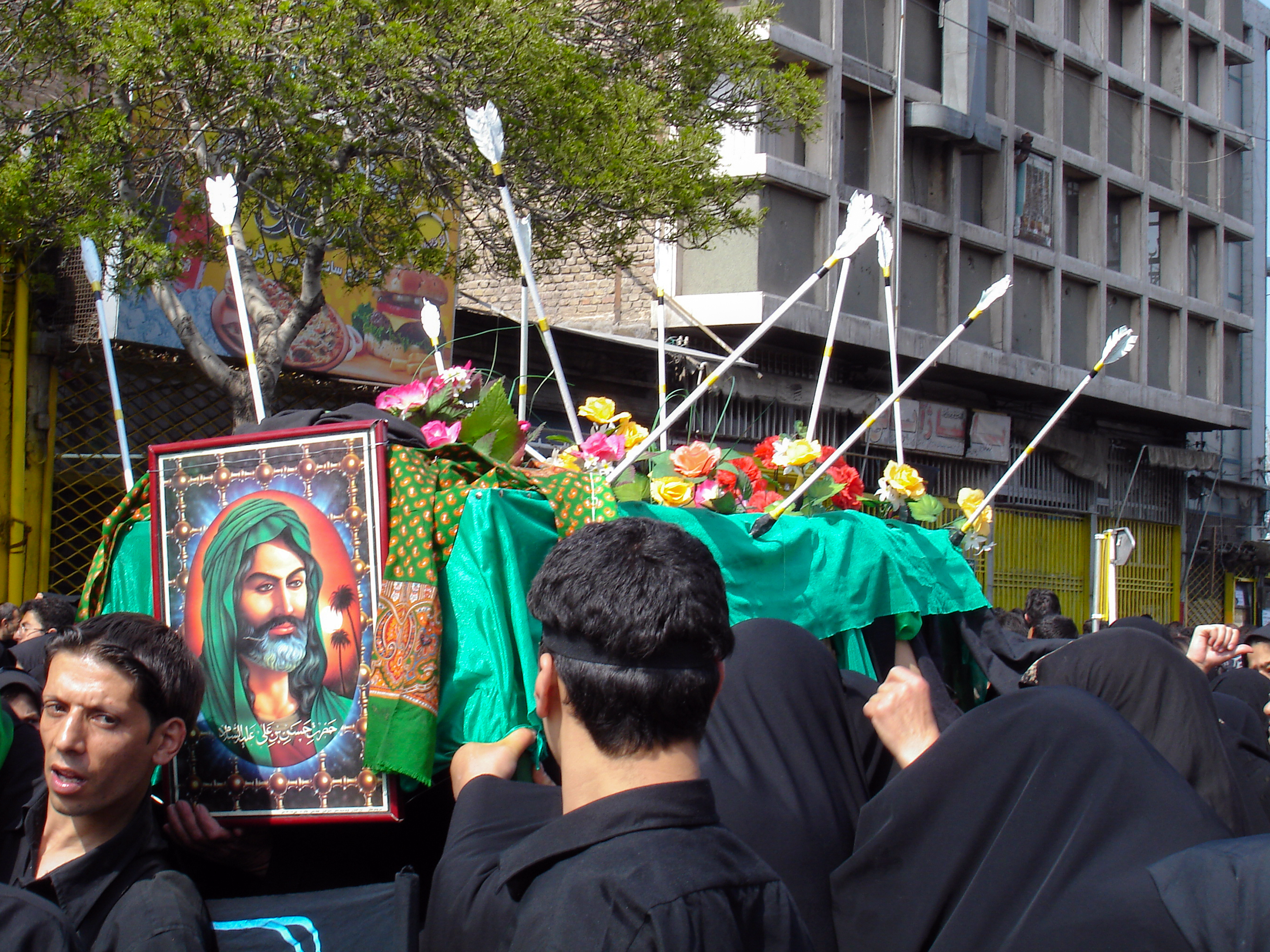
Al-Husain ibn ʿAlī (626–680)

- al-Husaini, Abd al-Qadir (1907–1948), palästinensischer Feldkommandeur der Armee des Heiligen Krieges im Palästinakrieg
- Al-Husseini, Waleed (* 1989), palästinensischer Essayist, Schriftsteller und Blogger

#### Al-I
- al-Idrisi († 1166), Kartograph, Geograph und Botaniker
- al-Issawi, Abu Yasser († 2021), irakischer ISIS-Kommandeur
- al-Istachrī, persisch-islamischer Geograph
- al-Istiwani, Ibrahim (* 1906), syrischer Diplomat

#### Al-J
- al-Jabrin, Adel (* 1968), saudi-arabischer Bogenschütze
- al-Janabi, Abeer Qassim (1991–2006), irakisches Mädchen, Opfer eines Kriegsverbrechens
- Al-Jassim, Abdulrahman (* 1987), katarischer Fußballschiedsrichter
- Al-Jeneibi, Ammar (* 1982), Fußballschiedsrichter aus den Vereinigten Arabischen Emiraten
- Al-JouJou, Juma (* 1985), deutscher Spieleautor und Verleger
- Al-Jumaili, Safaa (* 1990), irakischer Gewichtheber

#### Al-K
- Al-Kabalan, Flavien Rami (* 1979), syrischer Geistlicher, syrisch-katholischer Bischof
- al-Kabandschi, Muhammad (* 1901), irakischer Sänger
- Al-Kadhimi, Mustafa (* 1967), irakischer Politiker und Premierminister
- Al-Kaf, Ahmed (* 1983), omanischer Fußballschiedsrichter
- al-Kaila, Mai (* 1955), palästinensische Ärztin, Diplomatin und Ministerin
- al-Kalbi, Hassan († 964), Emir von Sizilien
- al-Kamil Schaban I. († 1346), Sultan der Mamluken in Ägypten
- al-Kasāsba, Muʿādh (1988–2015), jordanischer Militärpilot
- al-Kasnazani, Nahro Mohammed (* 1969), irakischer Politiker und spiritueller Führer des Sufi-Ordens
- al-Khalidi, Yousef (1842–1906), Bürgermeister von JerusalemYousef al-Khalidi (1842–1906)

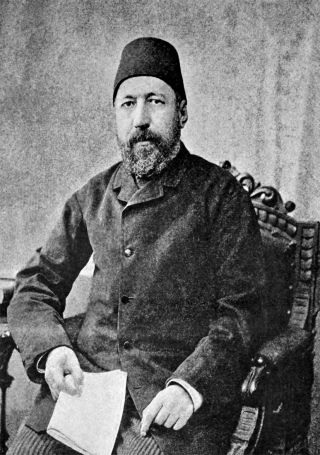
Yousef al-Khalidi (1842–1906)

- al-Khalil Chalabi, Maha (* 1938), libanesische Kulturmanagerin
- Al-Khalil, Ibrahim (* 1992), deutsch-palästinensischer Schauspieler
- Al-Khalili, Jim (* 1962), britischer Kernphysiker, Professor, Autor und Rundfunksprecher
- Al-Kharafi, Faiza (* 1946), kuwaitische Elektrochemikerin und Hochschullehrerin
- Al-Khasawneh, Bisher (* 1969), jordanischer Politiker und Diplomat
- Al-Khayyat, Abdul Rahman Mohammed Amen (* 1960), saudischer Diplomat
- Al-Khelaifi, Nasser (* 1973), katarischer Geschäftsmann und TennisspielerNasser Al-Khelaifi (* 1973)

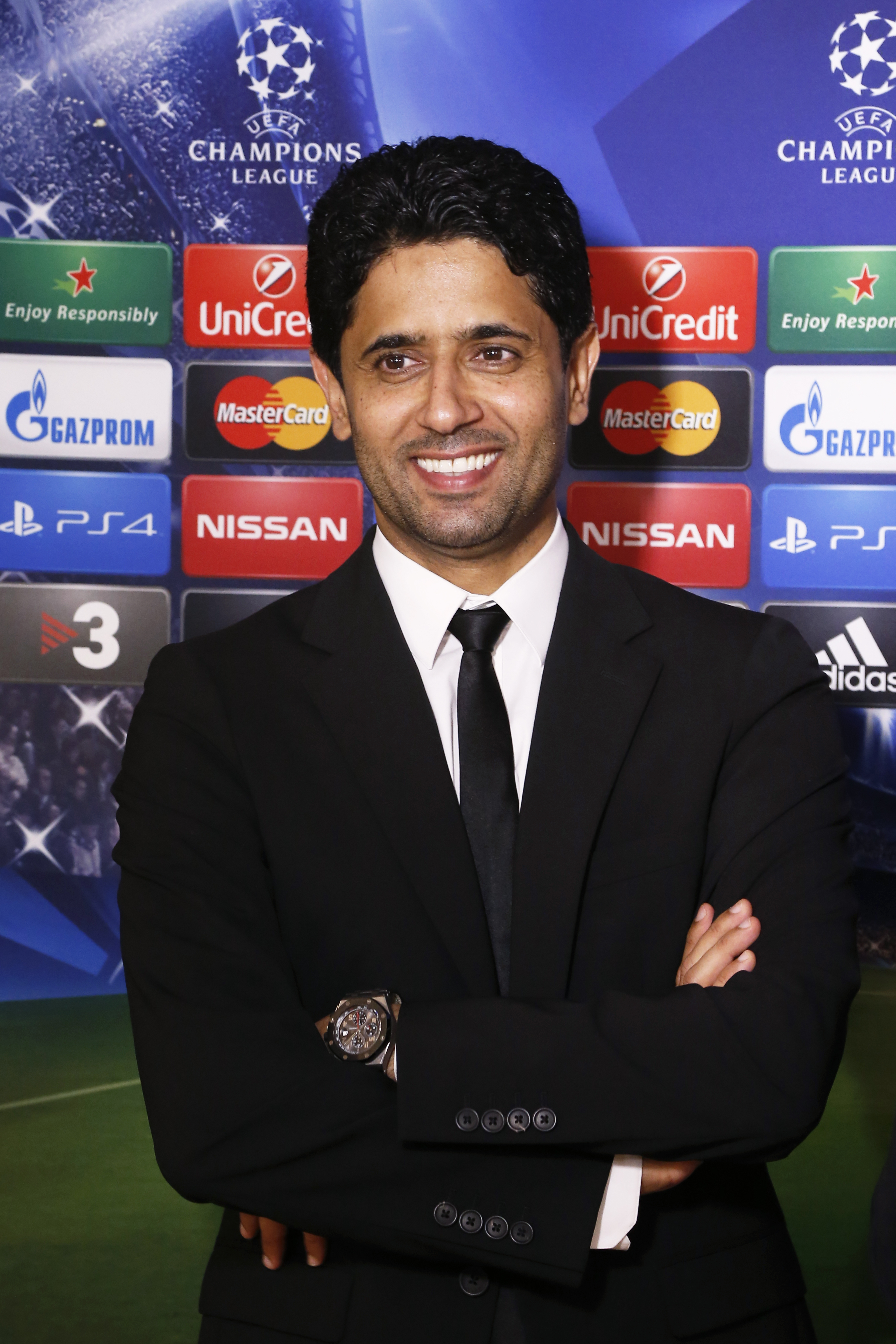
Nasser Al-Khelaifi (* 1973)

- al-Khilaiwi, Mohammed (1971–2013), saudi-arabischer Fußballspieler
- Al-Khudhairi, Yasmin, britische Schauspielerin
- al-Kubati, Tameem (* 1989), jemenitischer Taekwondoin

#### Al-L
- Al-Laham, Andreas (1962–2011), deutscher Betriebswirt
- al-Libi, Abu Laith († 2008), libyscher Anführer der Organisation al-Qaida

#### Al-M
- al-Mādschischūn († 780), Jurist in Medina
- al-Madschriti, Maslama, islamischer Alchemist, Mathematiker und Astronom
- al-Maiwali, Talib Salim (* 1951), omanischer Regattasegler
- Al-Mandeel, Abdulaziz (* 1989), kuwaitischer Hürdenläufer
- al-Mansur (* 1189), Sultan von Ägypten
- al-Mansur Abd al-Aziz, Sultan der Mamluken in Ägypten (1405)
- al-Mansur Abu Bakr (1321–1341), Sultan der Mamluken in Ägypten
- al-Mansur Ali II. († 1382), Sultan der Mamluken in Ägypten
- al-Mansur ibn an-Nasir († 1104), sechster Herrscher der Hammadiden in Algerien
- al-Mansur Muhammad II., Sultan der Mamluken in Ägypten (1361–1363)
- al-Mansur, Ismail (913–953), dritter Kalif der Fatimiden (946–953)
- al-Maqrīzī (1364–1442), arabischer Historiker und Schriftsteller
- Al-Mardini, Nadia (* 1980), deutsche Fernsehmoderatorin und Schauspielerin
- Al-Marghani, Enemri Najem (* 1955), libyscher Marathonläufer
- Al-Marri, Fahad, katarischer Fußballschiedsrichter
- al-Maskary, Mohamed Said (* 1973), omanischer Sprinter
- al-Masri, Khaled (* 1963), deutscher Staatsbürger libanesischer Abstammung, von der CIA nach Afghanistan entführt
- al-Masʿūdī († 957), arabischer Philosoph, Geograph und HistorikerAl-Masʿūdī († 957)

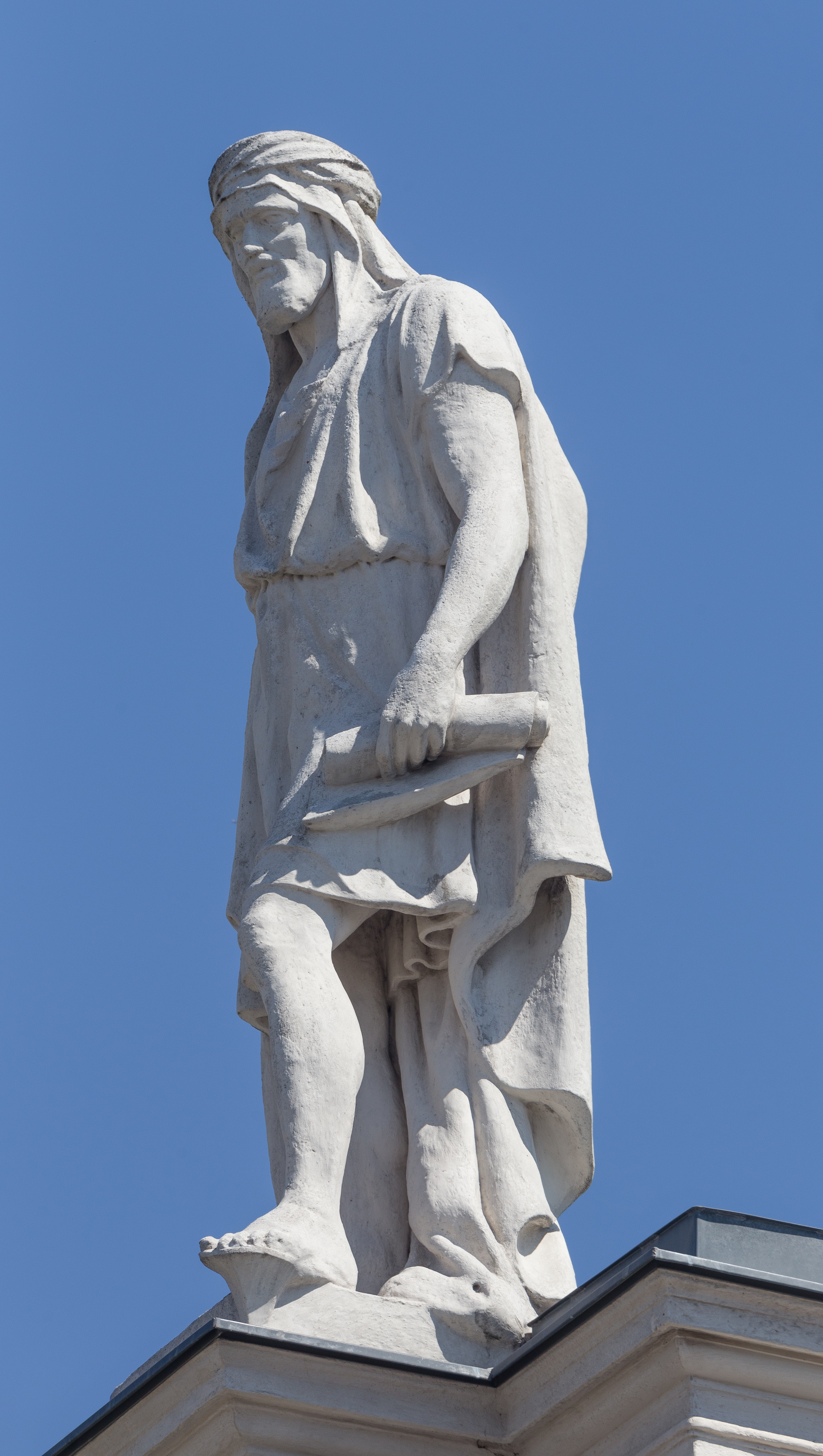
Al-Masʿūdī († 957)

- al-Mauṣilī, Abū Yaʾlā (825–919), sunnitisch-islamischer Rechts- und Hadithgelehrter
- Al-Mer, Meral (* 1981), deutsche Musikerin, Journalistin und Autorin
- al-Mheiri, Mariam, emiratische Politikerin und Ministerin der Vereinigten Arabischen Emirate
- al-Mizzī (1256–1341), Hadithwissenschaftler
- Al-Mousli, Luna (* 1990), österreichische Autorin und Grafikerin mit syrischen Wurzeln
- al-Mughairy, Hunaina (* 1948), omanische Botschafterin
- Al-Mughairy, Lyutha bint Sultan bin Ahmed (* 1947), omanische Botschafterin
- al-Mughīra ibn Saʿīd († 737), islamischer Gnostiker
- al-Muntasir (837–862), elfter Kalif der Abbasiden (861–862)
- al-Muqtadir (895–932), achtzehnter Kalif der Abbasiden (908–932)
- al-Mustafa, Hamza (* 1985), syrischer Politiker
- Al-Mustansir (1029–1094), achter Kalif der Fatimiden (1036–1094)
- al-Mutairi, Khalaf (* 1979), kuwaitischer Fußballspieler
- al-Mutawakkil III. († 1543), ägyptischer Kalif
- al-Muzaffar Ahmad II. (1419–1430), Sultan der Mamluken in Ägypten
- al-Muzaffar Haddschi I. (1332–1347), Sultan der Mamluken in Ägypten

#### Al-N
- Al-Nabhani, Fatma (* 1991), omanische Tennisspielerin
- Al-Nabhani, Mohammed (* 1985), omanischer Tennisspieler
- al-Nasawi, Ali ibn Ahmad, arabischer Mathematiker

#### Al-O
- Al-Odeh, Simon (* 1988), deutscher Komponist und Trompeter
- al-Omari, Abdulaziz (1979–2001), arabischer islamfundamentalistischer TerroristAbdulaziz al-Omari (1979–2001)

Abdulaziz al-Omari (1979–2001)

#### Al-Q
- al-Qaffāl al-Marwazī (938–1026), islamischer Rechtsgelehrter
- al-Qaffasch, Muntasir (* 1964), ägyptischer Schriftsteller und Romancier
- al-Qahir (899–950), Kalif der Abbasiden (932–934)
- al-Qaraghuli, Wahbi Abd ar-Razzaq Fattah (* 1929), irakischer Diplomat
- al-Qasim al-Ma'mun († 1035), Kalif von Córdoba (1018–1021 und 1023)
- al-Qasimi, Chalid ibn Saqr, Emir von Ra’s al-Chaima
- al-Qasimi, Najla (* 1970), Diplomatin aus den Vereinigten Arabischen Emiraten
- Al-Qassemi, Sultan Sooud (* 1978), emiratischer Unternehmer und Influencer
- al-Qattan, Omar (* 1964), kuwaitischer Filmproduzent und Kulturmanager
- Al-Quraishi, Najm Shwan Ali (* 1997), irakischer Fußballspieler

#### Al-R
- Al-Radi, Selma (1939–2010), irakische Archäologin und Anthropologin
- al-Rahhal, Ghalia (* 1974), syrische Menschen- und Frauenrechtsaktivistin
- Al-Rajhi, Yazeed (* 1981), saudi-arabischer Rallyefahrer
- al-Rammah, Hasan, Alchemist
- Al-Ramzi, Ali Bader (* 1987), kuwaitischer Squashspieler
- Al-Rasheed, Madawi (* 1962), saudi-arabische Sozialanthropologin
- Al-Rashidy, Ghaida (* 1985), jemenitische Friedensforscherin und Bürgerrechtlerin
- Al-Rawi, Rosina-Fawzia (* 1965), irakisch-österreichische Ethnologin, Orientalistin, Autorin und Sufi-Gelehrtin
- al-Razzaz, Omar (* 1960), jordanischer Politiker
- Al-Rebholz, Anil, türkisch-deutsche Soziologin
- Al-Rodhan, Nayef R. F. (* 1959), britischer Neurologe, Politikwissenschaftler und Philosoph

#### Al-S
- Al-Saadi, Ali Adel (* 1996), katarischer Badmintonspieler
- Al-Sager, Abdulwahab Abdullah, kuwaitischer Diplomat
- Al-Sahlani, Abir (* 1976), schwedische Politikerin
- Al-Saleh, Adel (* 1963), US-amerikanischer Manager
- al-Saleh, Raed (* 1983), syrischer Aktivist und Minister
- Al-Sarout, Abdul Baset (1992–2019), syrischer FußballspielerAbdul Baset Al-Sarout (1992–2019)

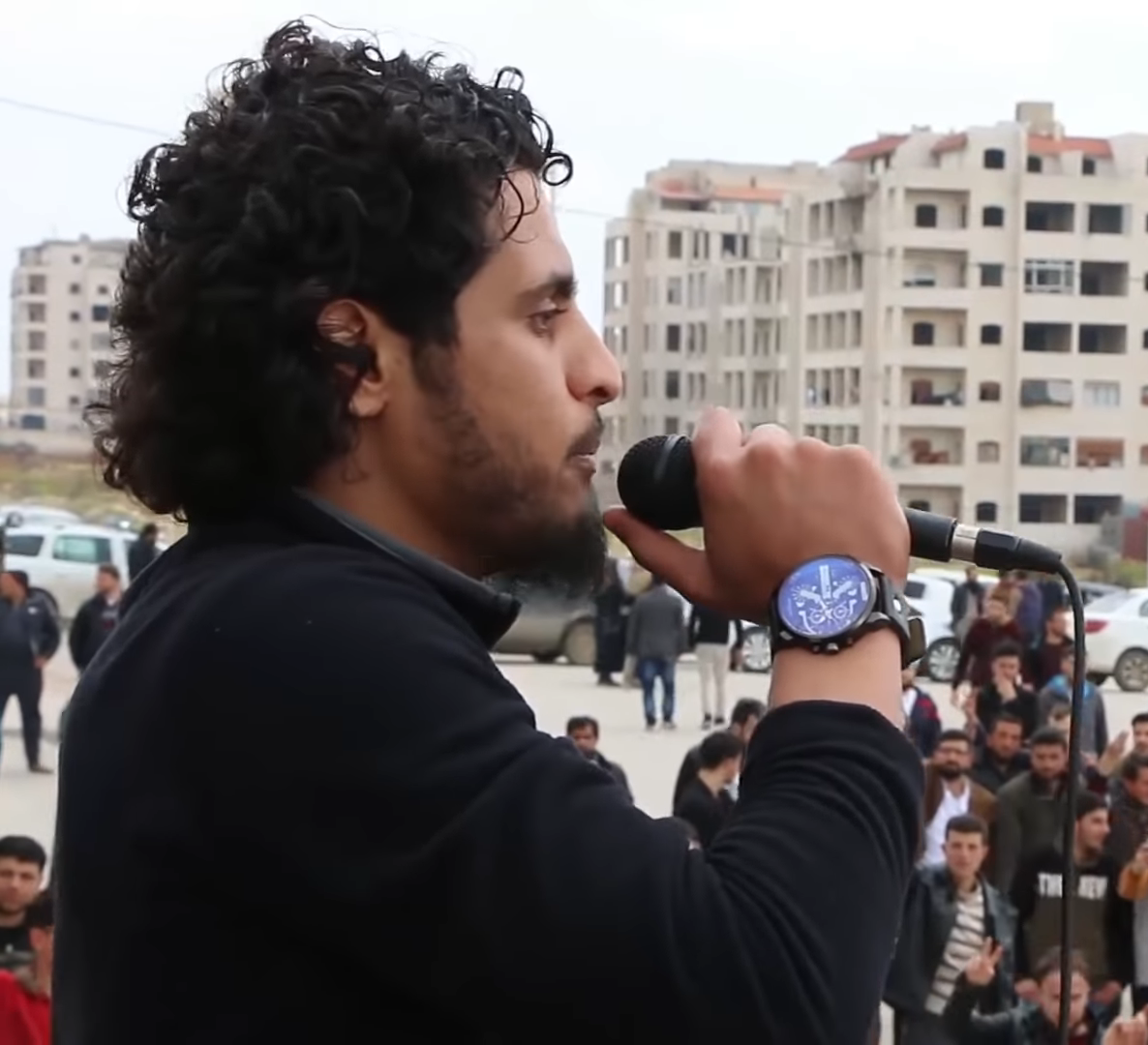
Abdul Baset Al-Sarout (1992–2019)

- Al-Sayad, Mayada (* 1992), deutsch-palästinensische Marathonläuferin
- al-Schuschtari, arabischer Mystiker
- Al-Serori, Leila (* 1988), österreichische Journalistin
- al-Shaheen, Omar (* 1992), kuwaitischer Poolbillardspieler
- Al-Shaïbani, Haidar (* 1984), kanadischer Fußballspieler
- al-Shalwai, Abdullah (* 1975), saudi-arabischer Fußballschiedsrichterassistent
- Al-Shami, Saadeh, libanesischer Politiker
- al-Sharfa, Hashim (* 1993), saudi-arabischer Leichtathlet
- Al-Shehbaz, Ihsan Ali (* 1939), irakischstämmiger US-amerikanischer Botaniker
- al-Shehhi, Marwan (1978–2001), AttentäterMarwan al-Shehhi (1978–2001)

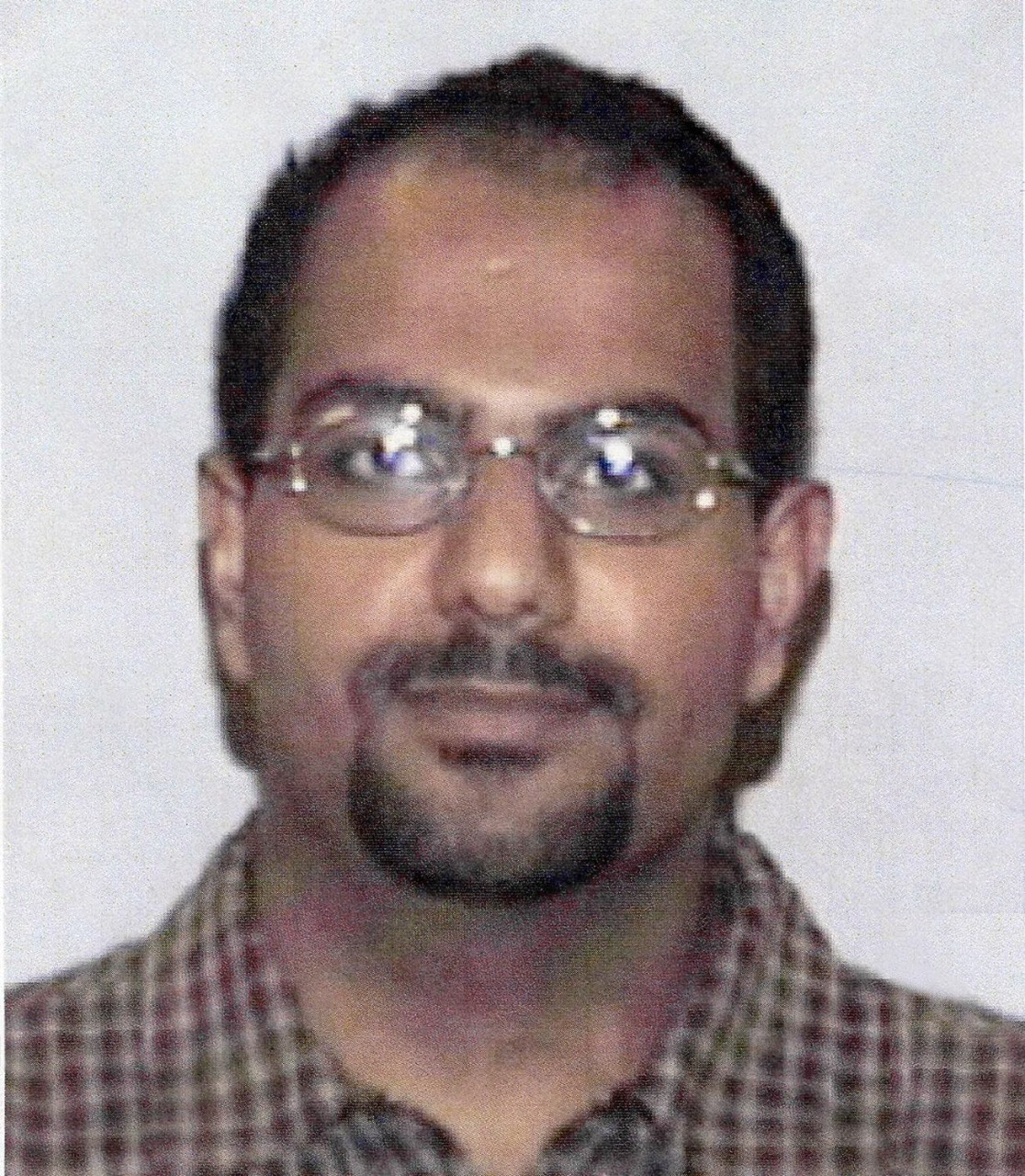
Marwan al-Shehhi (1978–2001)

- al-Sheikh, Jahad Abdullah (* 1972), omanischer Sprinter
- Al-Suadi, Soham (* 1980), deutsche evangelische Theologin
- Al-Sulaiti, Fauziya Edrees, katarische Diplomatin
- Al-Suleimani, Aisha (* 2002), omanische Tennisspielerin
- Al-Sultan, Faris (* 1978), deutscher Triathlet
- al-Suwaidi, Tawfiq († 1968), irakischer Politiker

#### Al-T
- al-Taamari, Musa al- (* 1997), jordanischer Fußballspieler
- al-Tarabulsi, Ahmed (* 1947), kuwaitischer Fußballspieler
- al-Tunisi, Nabilah (* 1959), saudi-arabische Ingenieurin
- al-Turki, Mahmud (* 1967), syrischer Fußballschiedsrichter

#### Al-U
- al-Umawi, Yaʿisch ibn Ibrahim, arabischer Mathematiker
- al-Uqlidisi, arabischer Mathematiker
- al-Uwairan, Said (* 1967), saudi-arabischer Fußballspieler

#### Al-W
- al-Wakid, Abdullah (* 1975), saudi-arabischer Fußballspieler
- al-Walid I. (668–715), Kalif der Umayyaden
- al-Walid II. (706–744), Kalif der Umayyaden
- Al-Waqasi (1017–1096), andalusisch-arabischer Grammatiker, Wissenschaftler, Historiker, Dichter und mohammedanischer Gesetzeskundiger
- al-Wāqidī (747–823), arabischer Historiker
- al-Wathiq I., abbasidischer Kalif in Kairo
- Al-Wazir, Tarek (* 1971), deutscher Politiker (Bündnis 90/Die Grünen), MdLTarek Al-Wazir (* 1971)

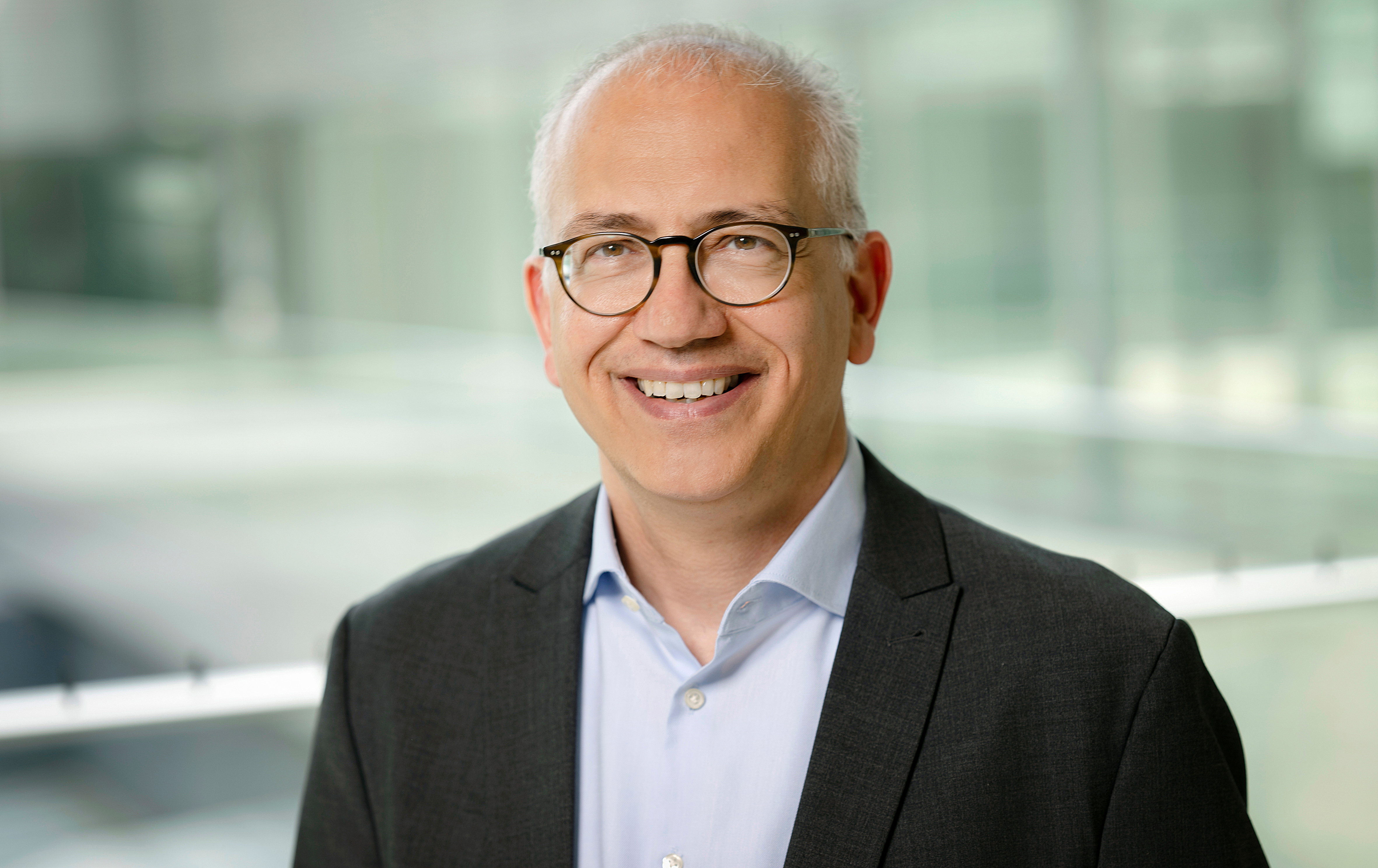
Tarek Al-Wazir (* 1971)

#### Al-Y
- al-Yami, Al-Hassan (* 1972), saudi-arabischer Fußballspieler
- Al-Yaqoubi, Buthaina (* 1991), omanische Sprinterin
- al-Yawar, Ghazi (* 1958), irakischer Politiker und Staatspräsident

#### Al-Z
- Al-Zand, Karim (* 1970), kanadisch-amerikanischer Komponist